# Agawam, Massachusetts

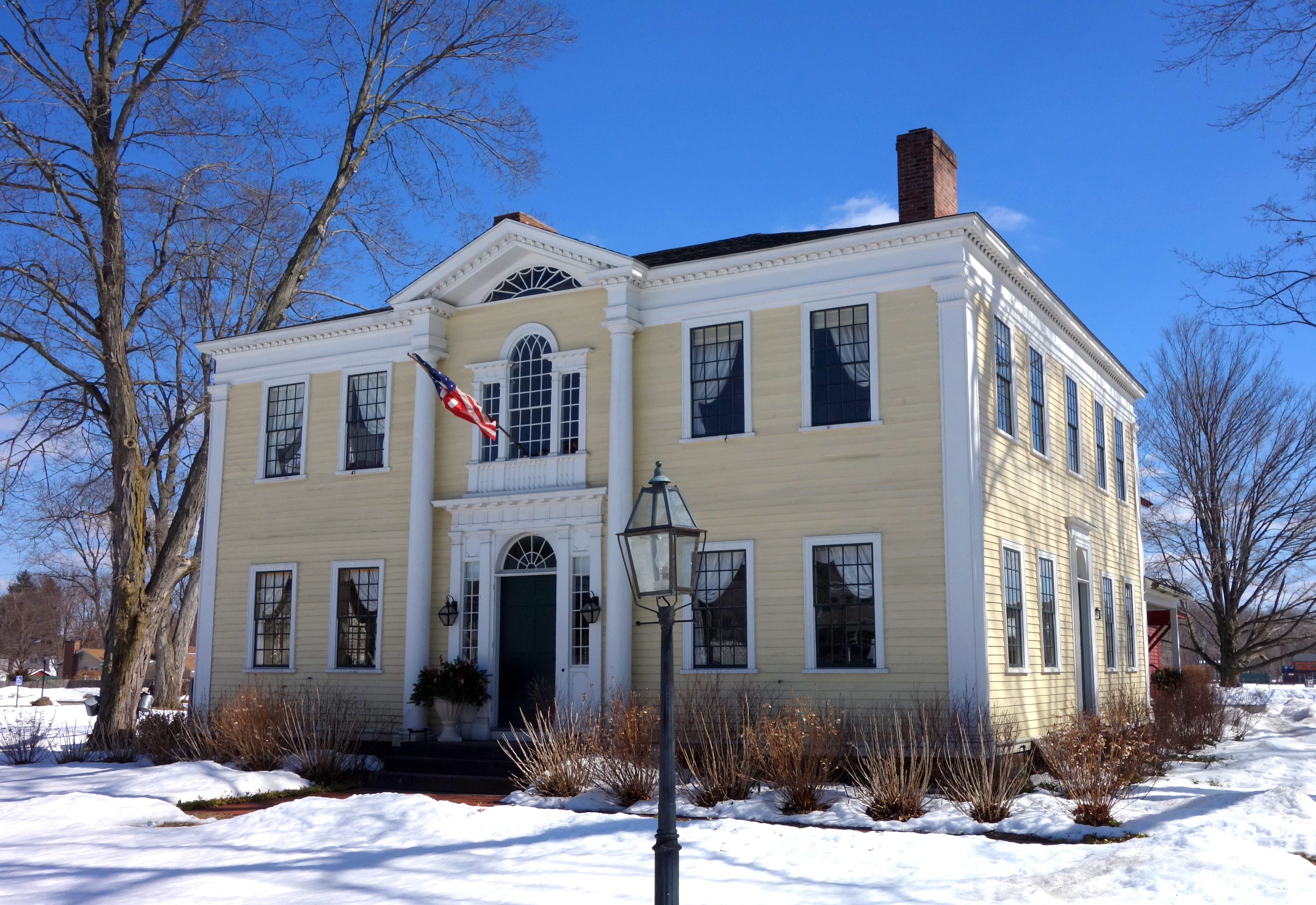

Agawam, Massachusetts là một thành phố thuộc quận Hampden trong tiểu bang thịnh vượng chung Massachusetts, Hoa Kỳ. Thành phố có tổng diện tích km², trong đó diện tích đất là km². Theo điều tra dân số Hoa Kỳ năm 2010, thành phố có dân số 28.438 người.
Agawam nằm ở phía tây của sông Connecticut, trực tiếp đối diện với thành phố Springfield. Nó được coi là một phần của Khu vực thống kê đô thị Springfield, nằm tiếp giáp với khu vực Hành lang tri thức, các khu vực đô thị lớn thứ 2 ở New England. Six Flags New England nằm ở Agawam, trên bờ sông Connecticut.
Mã bưu điện Agawam của 01001 là số thấp nhất trong lục địa Hoa Kỳ (không kể các mã được sử dụng cho các tòa nhà chính phủ cụ thể như IRS). 